# 6º Reggimento bersaglieri
Il 6º Reggimento bersaglieri è un'unità militare dell'Esercito italiano di stanza a Trapani, nella Caserma Luigi Giannettino ed è inquadrato nella Brigata meccanizzata "Aosta". Il motto del reggimento è "...e vincere bisogna".

## Storia

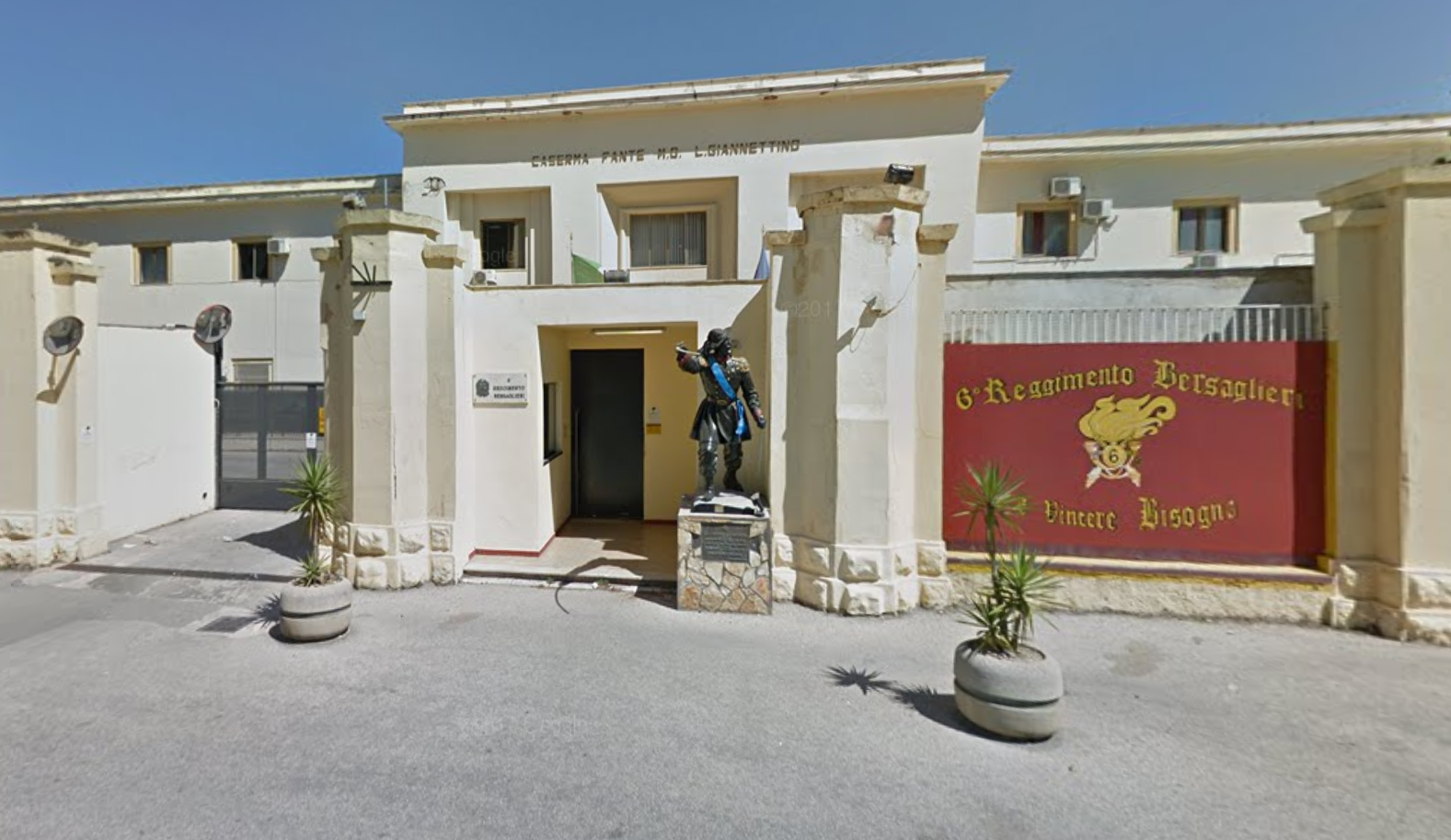
La caserma "Luigi Giannettino" a Trapani, sede del 6º Bersaglieri

### Le origini,
Nel 1848 per la prima guerra d'indipendenza, viene costituito il VI battaglione bersaglieri.
Combatté nel 1859 nella Seconda guerra d'indipendenza, nella battaglia di Palestro.

### Da Battaglione a Reggimento,
Prese ufficialmente il nome di VI reggimento bersaglieri dal 31 dicembre 1861, di stanza a Capua. Nel 1862 prese parte ai fatti di Aspromonte, e nel 1866 combatté a Custoza e nel 1870 nella presa di Roma. Fu in Eritrea nel 1895-1896 e nella Guerra italo-turca in Libia nel 1911.
Si distinse nella prima guerra mondiale, dove fu inquadrato nella I Brigata bersaglieri, insieme al 12º Reggimento. Nel 1924 divenne VI Reggimento bersaglieri ciclisti, fino al 1936.
Nella seconda guerra mondiale fu prima in Albania e nel 1942-1943 nella campagna italiana di Russia e sul fronte del Don, inquadrato nella 3ª Divisione Celere "Principe Amedeo Duca d'Aosta", e fu sciolto dopo l'8 settembre 1943.

### Il Battaglione Palestro,
Il 1º ottobre 1969 venne ricostituito il VI battaglione bersaglieri inquadrato nel 22º Reggimento fanteria corazzato "Cremona" di cui fece parte fino al 20 ottobre 1975. In tale data, sciolto il 22º Reggimento di Fanteria, il VI battaglione, che aveva sede in Torino, divenne autonomo e assunse la denominazione di 6º Battaglione Bersaglieri "Palestro" e passò alle dipendenze della 3ª Brigata meccanizzata "Goito". Nell'ambito del processo di riordinamento dell'Esercito il 5 dicembre 1989 venne posto in posizione "quadro" e la Bandiera di guerra fu portata al sacrario delle bandiere del Vittoriano; fu soppresso il 31 maggio 1991.

### La Ricostituzione,
II 16 settembre 1992 venne ricostituito a Bologna il 6º Reggimento bersaglieri, che inquadrava il 6º battaglione bersaglieri "Palestro", anch'esso ricostituito per trasformazione del 10º battaglione bersaglieri "Bezzecca". Fu inquadrato nella brigata meccanizzata "Friuli".
Il reggimento era strutturato su comando, compagnia comando e servizi, compagnia addestrativa, 6º battaglione bersaglieri "Palestro" su quattro compagnie meccanizzate. Nell'ambito della riorganizzazione della Forza Armata, dall'11 giugno 2002 fu riconfigurato in "Nucleo attivazione". Il nucleo non aveva una configurazione organica in quanto svolgeva unicamente attività logistico-amministrative al fine di annullare il carico contabile.

### Sostituzione del 12º

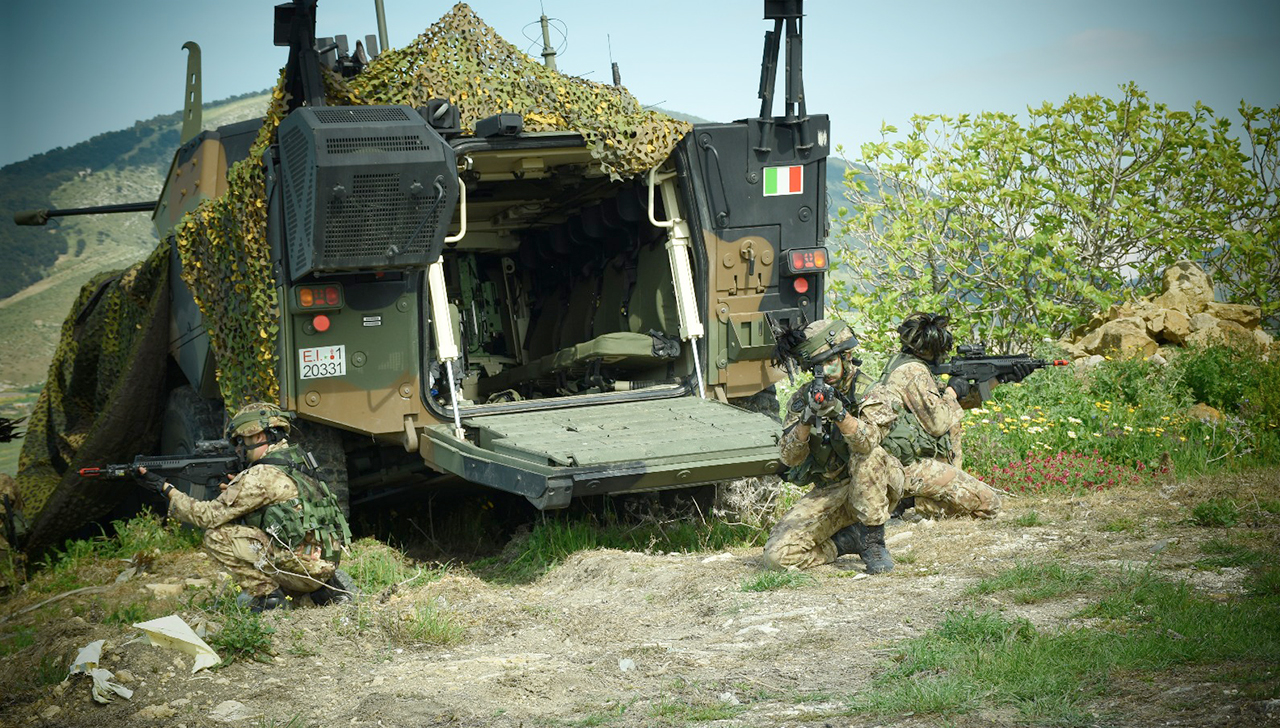
Bersaglieri del 6° in esercitazione nel 2019

Con la professionalizzazione delle forze armate, il 15 aprile 2005 il 12º Reggimento bersaglieri, di stanza nella Caserma "Luigi Giannettino" a Trapani dal 1992, fu soppresso e sostituito nella sede dal ricostituito 6º Reggimento bersaglieri, con personale di quel reggimento.
Dal 2005 ha preso parte a diverse Missioni militari all'estero. Nel 2017 il Reggimento viene decorato della Croce di Cavaliere dell'Ordine militare d'Italia per le missioni svolte in Kosovo, Libano, Afghanistan e Iraq.

## Organizzazione

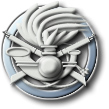
Fregio dei Bersaglieri dell'Esercito Italiano

### Dipendenza,
Il 6º Reggimento bersaglieri fa parte della Brigata meccanizzata "Aosta", che a sua volta dal 2016 dipende gerarchicamente dalla Divisione "Acqui". Precedentemente dipendeva dal "2º Comando Forze di Difesa" (COMFOD 2).

### Struttura,
Il 6º reggimento bersaglieri si compone di:
- Comando di Reggimento
- Compagnia Comando e Supporto Logistico "Grifo"
- Reparto alla Sede "Cobra"
- 6º battaglione bersaglieri "Palestro" (articolato in 4 compagnie):
  - 1 ^ Compagnia Fucilieri "Indomita"
  - 2 ^ Compagnia Fucilieri "Vittoriosa"
  - 3 ^ Compagnia Fucilieri "Ardita"
  - Compagnia Supporto alla Manovra "Fiera"
- Fanfara di reggimento

Il Reggimento è alimentato da volontari, la maggioranza del personale proviene dalla Sicilia occidentale.

## Missioni

### Operazioni Nazionali,
- "Operazione Vespri siciliani", nel corso del 1993 partecipa all'operazione in concorso al mantenimento dell'ordine pubblico, dal 9 febbraio al 25 marzo, nel settore di Caltanissetta. Dall'11 giugno al 25 luglio 1994 il 6º è nuovamente in Sicilia per l'esigenza "Vespri" nelle zone di Piazza Armerina, Enna e Nicosiai
- "Operazione Domino", nel 2005 partecipa nel settore Sicilia occidentale e nell'isola di Lampedusa
- "Operazione strade sicure", in Sicilia occidentale

### Operazioni Internazionali

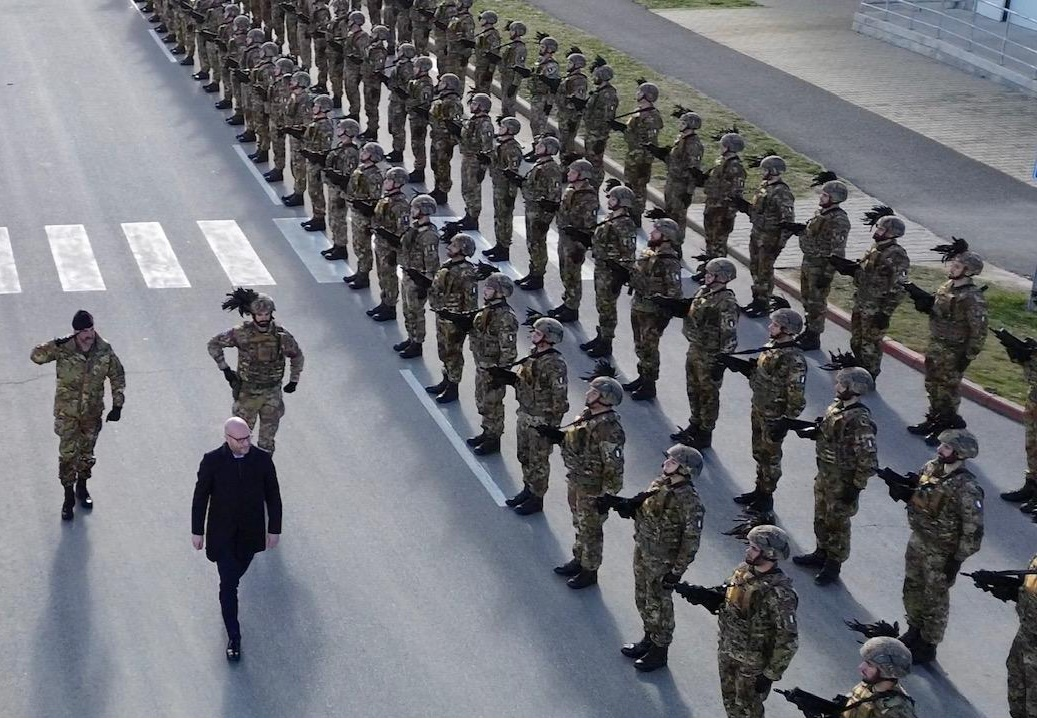
In Bulgaria nel 2023

- Somalia, nel 1993-1994 ha fatto parte del contingente italiano di pace nella Missione Ibis I. Per la missione il 6º cede dal 26 agosto al 15 dicembre una compagnia fucilieri al 78º reggimento di fanteria "Lupi di Toscana", quindi raggiunge al completo la Somalia il 27 novembre 1993 inserendosi nel contingente UNOSOM. Il reggimento rientra in Italia il 24 febbraio 1994 e per il comportamento tenuto merita una Medaglia d'argento al valore dell'Esercito
- Kosovo 2006[3]
- Kosovo 2007
- Libano Operazione Leonte 6 (ONU) fornisce 2 compagnie aggregate al Reggimento di Cavalleria "Lancieri di Aosta" (6º)
- Libano Operazione Leonte 10 (ONU), 10 maggio 2011 - novembre 2011[4]
- Afganistan - Operazione ISAF XXI, da settembre a novembre 2013
- Iraq - presidio della diga di Mossul - dal 2016
- Bulgaria - EU Battlegroups agosto 2023 - febbraio 2024[5]
- Libano - nel 1983 fa parte del contingente italiano di pace nella missione ITALCON  "Libano 2" fornendo compagnie aggregate al 10° Battaglione Bersaglieri "Bezzecca" e successivamente al 67° Battaglione fanteria Meccanizzata "Montelungo"

## Comandanti (dal 2005)
Dalla ricostituzione nel 2005. Dal 10 luglio 2024 il comandante è il col. Roberto Nunziante .
- Colonnello Paolo Leotta (2005-2006)
- Colonnello Paolo Filippo Tattoli (2006-2008)
- Colonnello Luca Fontana (2008-2010)
- Colonnello Stefano Di Sarra (2010-2012)
- Colonnello Mauro Sindoni (2012-2014)
- Colonnello Antonino Poma (2014-2016)
- Colonnello Agostino Piccirillo (2016 - 2018)
- Colonnello Massimo Di Pietro (2018 - 2020)
- Colonnello Alberto Nola (2020 - 2022)
- Colonnello Michelangelo Genchi (2022 - 2024)
- Colonnello Roberto Nunziante (2024 - in carica)

## Onorificenze

### Alla Bandiera di Guerra,
La bandiera di guerra del 6º Reggimento bersaglieri è stata insignita, nel corso della sua storia, delle seguenti onorificenze:

### Individuali
- Aspirante ufficiale Giacomo Pallotti: M. Badenecche, 4 dicembre 1917.[11]
- Sergente Francesco Rossi: M. Tonderecar, 4 dicembre 1917.[12]
- Soldato Guido Cassanelli: Russia, 25 dicembre 1941.[13]
- Capitano Vittorio Trucchi: Russia, 27 giugno 1942.[14]
- Sottotenente Bruno Carloni: Russia, 3 agosto 1942.[15]
- Soldato Berardino Leoni: Russia, 3 agosto 1942.[16]
- Sottotenente Enzo Michelini: Russia, 7-8 agosto 1942.[17]
- Sottotenente medico Lino Gucci: Russia, 23 agosto 1942.[18]
- Caporalmaggiore Aldo Chiarini: Russia, 24 agosto 1942.[19]
- Sottotenente Ferruccio Petracchi: Russia, 26 agosto 1942.[20]
- Soldato Quinto Ascione: Russia, 26 agosto 1942.[21]

- Soldato Giuseppe Viganò: M. Oscedrik, 20-24 agosto 1917

## Campagne di guerra e fatti d'arme
- Unità preesistenti con la Regia Armata Sarda:
  - Prima guerra d'indipendenza (1848-1849): VI battaglione: -1848, Val Sabbia
  - 1849: Roma
  - Seconda guerra d'indipendenza (1859): VI battaglione, Passaggio del Sesia, Palestro, Borgo Vercelli
- con i Regio Esercito Italiano:
  - Centro Meridione (1860-1862): VI battaglione, Aspromonte. Roma (1870): VI e XIX battaglione
  - Eritrea (1895-1896): concorre alla formazione dei battaglioni I, III, e VI con 15 ufficiali e 37 soldati
  - Libia (1911-1912): I battaglione, fornisce a corpi e servizi mobilitati 22 ufficiali e 1215 soldati
  - Prima guerra mondiale (1915-1918): 1915, Conca di Plezzo; 1916, Carso, Veliki Hribach (Cerje) (ottobre), Pecinka, Quota 308 (novembre); 1917, Medio Isonzo, M. Vodice (maggio), Bainsizza, Sommer, M. Oscedri oggi Oscedrik, Quota 808 (agosto), M. Globokak, Pradamano (ottobre), M. Tonderecar (dicembre); 1918, M. Cornone, Sasso Rosso (giugno)
  - Albania (1939): VI battaglione
  - Seconda guerra mondiale (1940-1943): 1941, Jugoslavia, Bosnia, Croazia; 1942-1943: Unione Sovietica, Orlowo, Iwanowka, Bolowo, Antrazit, Bobrowskij, Jagodnij, Pavlograd (4-22 febbraio 1943)

## Simboli

### Stemma
Scudo: partito d'argento e d'azzurro: il primo alla torre di S. Martino al naturale; il secondo alla fascia d'argento, caricata di una stella d'azzurro, ed accompagnata in capo da due sciabole d'oro, in decusse (Custoza), ed in punta da un fiume in fascia ondato d'argento. Il tutto abbassato ad un capo d'oro, al quartier franco d'azzurro, caricato del tridente bizantino d'Ucraina d'oro.
Ornamenti esteriori
Corona Turrita d'oro
Lista Bifida: d'oro, svolazzante, collocata sotto la punta dello scudo, incurvata con la concavità rivolta verso l'alto, riportante il motto a caratteri capitali di nero: "…E VINCERE BISOGNA".
Onorificenza: accollata alla punta dello scudo con l'insegna dell'Ordine militare d'Italia pendente al centro del nastro con i colori della stessa.
Nastri rappresentativi delle ricompense al Valore: annodati nella parte centrale non visibile della corona turrita, scendenti svolazzanti in sbarra ed in banda dal punto predetto, passando dietro la parte superiore dello scudo: 2 d'azzurro, filettate d'oro (Medaglia d'oro al valor militare), 3 d'azzurro (Medaglia di bronzo al valor militare); 1 d'azzurro con due pali d'argento (Croce di guerra al valor militare).
Sintesi della blasonatura.
Nella prima partizione con lo smalto d'argento (simbolo della concordia e della purità) è rappresentata la torre di San Martino della Battaglia, località teatro della battaglia combattuta nel 1859 (riferimento alla M.B.V.M. concessa al VI battaglione nella Seconda guerra d'indipendenza).
La seconda partizione comprende in alto il ricordo della M.B.V.M. conseguita a Custoza, al centro la stella azzurra dedicata ai fatti di Aspromonte, in basso il "fiume ondato" simbolo di tutti i fiumi sacri al ricordo dei bersaglieri: Cernaia, Isonzo, Piave, Don. Lo smalto d'azzurro è simbolo di valor militare, quello d'argento di sacrificio.
Il capo d'oro simboleggia le due massime ricompense al V.M. concesse al Reggimento per il comportamento tenuto in Unione Sovietica nel corso del secondo conflitto mondiale, come evidenziato dal tridente d'Ucraina riportato nel quartier franco.

### Insegne
- Il Reggimento indossa il fregio dei Bersaglieri in metallo di colore oro: bomba da granatiere con fiamma a sette lingue, cornetta da cacciatore e due carabine intrecciate. A differenza dei trofei delle altre armi, dove la fiamma sale dritta, quella del Bersagliere è inclinata, fuggente, quasi a rappresentare la corsa, l'assalto… la vita e la generosità.
- Le mostrine del Reggimento sono le fiamme a due punte di colore cremisi; alla base della mostrina si trova la stella argentata a 5 punte bordata di nero, simbolo delle forze armate italiane

### Motto del Reggimento
"...e vincere bisogna"
Il motto del Reggimento trae origine dalla poesia Della canzone di Legnano parte prima Il Parlamento composta da Giosuè Carducci, dove il poeta con queste parole attribuite ad Alberto da Giussano vuole esaltare il patriottismo di quel combattente leggendario nella lotta dei Comuni italiani contro l'imperatore Federico I di Svevia detto il Barbarossa.

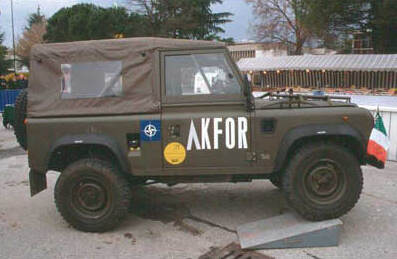
AR 90

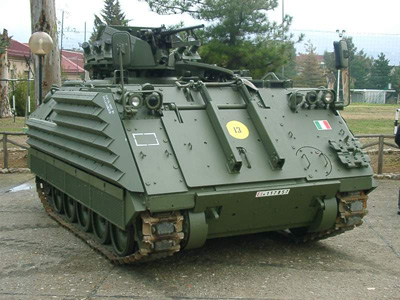
VCC-1 Camillino

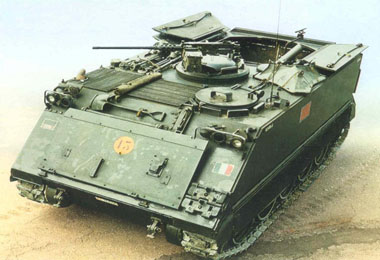
M106

### Festa del Reggimento
- La festa del Reggimento come per tutti i reggimenti bersaglieri, cade il 18 giugno, anniversario della costituzione del Corpo (1836).

## Persone legate al Reggimento
- Commendatore Delfino Borroni
- Generale Giangiacomo Calligaris

## Armi e mezzi in dotazione
Informazioni ricavate dalla pagina del 6º Reggimento bersaglieri sul sito dello Stato Maggiore dell'Esercito Italiano.

### Armamento
- Pistola semiautomatica "BERETTA 92 FS" cal. 9
- Fucile d'assalto "AR 70/90" cal. 5,56
- Fucile d'assalto Beretta ARX 160, Cal 5,56
- Arma di reparto "MINIMI" cal. 5,56
- Arma di reparto "MG 42/59" cal. 7,62 NATO
- Arma di reparto Browning cal. 12,7
- OD 82/SE
- Mortaio rigato da 120 mm

### Mezzi
- Land Rover AR 90
- VCC-1/2
- M106
- M113
- Veicolo Blindato Medio (VBM) "Freccia"